# Miller Brewing Company

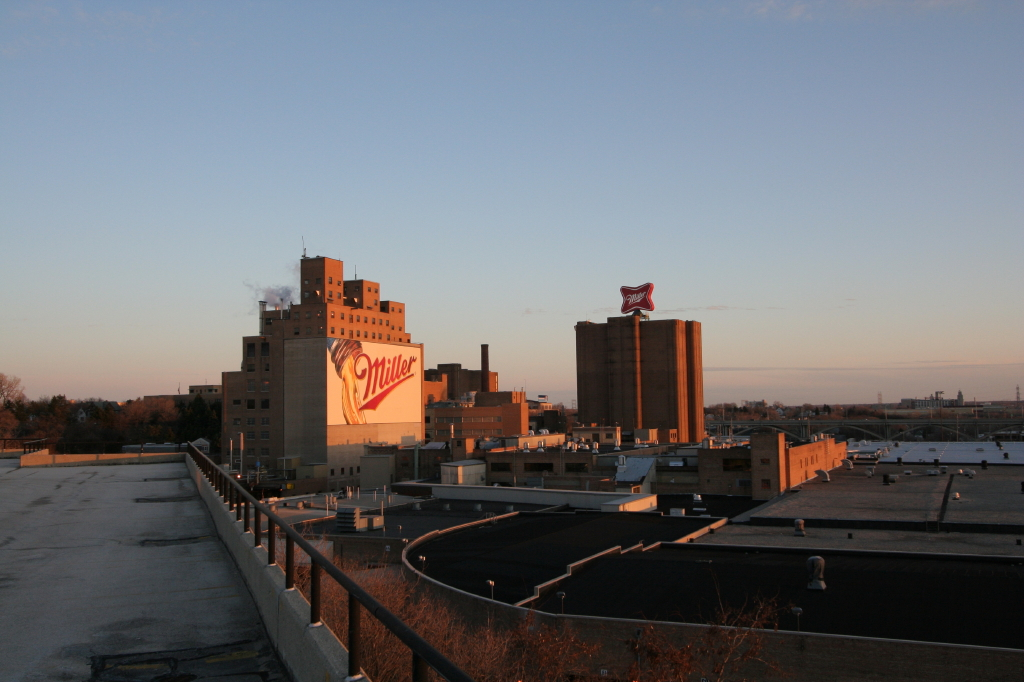
Miller-Brauerei in Milwaukee

Die Miller Brewing Company ist die zweitgrößte US-amerikanische Brauerei mit Sitz in Milwaukee. Sie gehört zu SABMiller. Miller hat Standorte in Albany, Chippewa Falls, Eden, Fort Worth, Irwindale, Milwaukee und Trenton.

## Geschichte

### Gründung
Im Jahr 1850 verließen die Brüder Charles und Lorenz Best den Familienbetrieb ihres Vaters Best and Company, um ein eigenes Unternehmen aufzubauen. In Milwaukee, das damals besonders durch deutsche Auswanderungsströme geprägt wurde, gründeten sie die Plank Road Brewery (auch Old Watertown Plank Road Brewery). Fünf Jahre später kaufte der deutsche Auswanderer Frederick Miller ihnen die Brauerei für 2300 Dollar ab und benannte sie in Milwaukee Brewery um.
Die Nähe zu den umliegenden Farmen im Menomonee Valley erleichterte die Rohstoffbeschaffung. Darüber hinaus konnte Miller auf das von den Best-Brüdern aufgebaute Höhlensystem zur Lagerung und Fermentation des Biers zurückgreifen. In der Folgezeit baute er das System weiter aus und ließ es mit Backsteinen verkleiden.
Aufgrund der weiten Entfernung zur nächstgrößeren Stadt Milwaukee ließ Miller neben der Brauerei ein Wohnhaus für seine unverheirateten Arbeiter bauen. Neben ihrem Lohn erhielten diese Arbeiter auch Kost und Logis.

### Jahrhundertwende bis 1950er Jahre
In den 1880er Jahren führte Miller etliche technologische Neuerungen ein: 1883 begann Miller mit Flaschenabfüllung. Drei Jahre später war Miller eine der ersten Brauereien der Welt, die ihr Bier pasteurisierten. 1887 führte man mechanische Kühlsysteme ein, so dass das Bier auch über Tage fermentieren konnte. Zuvor musste man das Bier auf traditionelle Weise in Höhlen lagern und mit Eisblöcken kühlen. Somit konnte man jetzt das ganze Jahr über produzieren.  Frederick Miller starb im Jahr 1888, woraufhin seine Söhne Ernest, Emil und Frederick gemeinsam mit ihrem Schwager Carl die Leitung des Unternehmens übernahmen. Zu dieser Zeit war Miller bereits unter den zehn größten amerikanischen Brauereien mit einem Gesamtausstoß von ungefähr 300.000 Barrel pro Jahr. Sie ließen die Brauerei unter dem Namen Frederick Miller Brewing Company eintragen.
1903 wurde die Marke Miller High Life eingeführt. 1904 wurde die Produktion durch die Einführung automatischer Abfüllanlagen beschleunigt. 1922 starb Ernest Miller, woraufhin sein Bruder Frederick A. die Präsidentschaft übernahm. Zu Zeiten der Prohibition stellte Miller nicht-alkoholische Getränke wie Malzextrakt und Soft Drinks her. 1936 wurden erstmals Dosen abgefüllt. Der klassische „Six-Pack“ kam im Jahr 1952 auf den Markt. Im Jahr 1949 wurde erstmals eine Million Barrel Bier produziert.
1947 wurde Frederick C., der Neffe des Präsidenten, nach dessen Tod neuer Leiter des Unternehmens. Er stellte ein weitreichendes Programm zur Firmenexpansion auf, infolgedessen auch der Sponsorvertrag mit den Milwaukee Braves zustande kam. Frederick C. starb bei einem Flugzeugabsturz 1954. Sein Nachfolger wurde Norman Klug, der das Programm fortführte.
In den Folgejahren wurden die Brauereien A. Gettelman Company (1961), General Brewing Corporation of Azusa (1965) und die Carling O’Keefe Brewery (1965) dem Unternehmen angeschlossen.

### Konkurrenzkampf gegen Anheuser-Busch
Drei Jahre später wurde Miller für 130 Millionen Dollar an Philip Morris verkauft. Zu dieser Zeit wurde das strategische Ziel aufgestellt, den Konkurrenten Anheuser-Busch als Marktführer einzuholen. Um dies zu erreichen, wurde ein wesentlich größeres Augenmerk als zuvor auf Marketing und Produktlinienerweiterung gelegt. Unter der Leitung des Marketingchefs John Murphys wurden etliche Werbekampagnen gestartet, die Miller-Bier als „Blue-Collar“-Schicht anpries. Unter anderem mit dem Slogan „If you’ve got the time, we’ve got the beer“ (sinngemäß „Wenn du die Zeit hast, haben wir das Bier“) konnten die Umsätze gesteigert werden.
In den folgenden Jahrzehnten expandierte Miller durch die Einführung neuer Marken und Akquisition von Wettbewerbern. Im Jahr 1972 wurde die Peter Hand Brewery aufgekauft. 1975 wurde die Marke Miller Lite eingeführt, die die Brauerei innerhalb von fünf Jahren zur zweitgrößten Brauerei in den USA machte. Die Einführung machte Miller zum erfolgreichen Pionierunternehmen im Niedrigkalorie-Bereich. Millers Konkurrenten begannen bald darauf mit der Herstellung eigener Light-Biere. 1982 wurde die Marke Milwaukee’s Best eingeführt, 1986 Miller Genuine Draft. 1988 akquirierte Miller die Brauerei Jacob Leinenkugel Brewing Company in Chippewa Falls.
Der amerikanische Biermarkt war zu dieser Zeit stark vom Konkurrenzkampf der größten nationalen Brauereien geprägt, darunter Miller, Anheuser-Busch, Schlitz und Stroh. Diese Auseinandersetzungen endeten des Öfteren vor Gericht. Nachdem andere Brauereien ihre eigenen Versionen eines Light-Biers auf den Markt brachten, versuchte Miller erfolglos, Schutzrechte auf die Bezeichnung „Lite“ einzuklagen. Ein anderes Mal versuchte wiederum Anheuser-Busch, die Miller-Brauerei auf „irreführende Verpackungsbeschreibung“ („deceptive packaging“) zu verklagen. Miller hatte kurz zuvor ein Produkt im Stile von Löwenbräu-Bier eingeführt, woraufhin Anheuser-Buschs Michelob-Marke 10 % Marktanteil verlor. In einem ähnlichen Verfahren klagte Miller, dass Anheuser-Buschs Marke „Natural Light“ keineswegs „natürlich“ sei.
Trotz des großen Erfolgs der Marken Miller Lite und Genuine Draft gelang es Miller nicht, Anheuser-Busch einzuholen. Im Jahr 1988 trat Präsident und CEO William Howell zurück. Sein Nachfolger wurde Leonard J. Goldstein. In den frühen 1990er Jahren stagnierte der amerikanische Biermarkt. Die drei größten Brauereien, Anheuser-Busch, Miller und Coors, mussten Arbeitskräfte entlassen. Um das Unternehmen weiter wachsen zu lassen, stieg Miller durch die Akquisition der Brauerei Molson in den kanadischen Markt ein. Darüber hinaus wurden die Vertriebsrechte an Foster’s Lager und anderen Importbieren in den USA erworben.

### SABMiller
2002 kauften die South African Breweries den Großteil der Miller-Anteile und gründeten damit SABMiller, die zweitgrößte Brauereigruppe der Welt mit einem Gesamtausstoß von über 130 Millionen Barrel pro Jahr.
2006 kaufte Miller dem Getränkeunternehmen McKenzie River Corporation die Marken Sparks und Steel Reserve für 215 Millionen Dollar ab.
2008 schlossen sich die US-Divisionen von SABMiller und Molson Coors zum Joint Venture Miller Coors zusammen. SABMiller hält 58 % der Anteile, Molson Coors 42 %. Beide Partner haben jedoch gleiches Stimmrecht. Der Hauptsitz des Joint Ventures ist in Chicago.
Im Oktober 2015 erklärte sich SABMiller mit der Übernahme durch den Weltmarktführer Anheuser-Busch Inbev aus Belgien einverstanden.

## Trivia
2023 wurden auf Antrag des Comité Champagne 2352 Dosen Miller High Life Bier in Belgien vernichtet, da sie den Werbespruch „Champagne of Beers“ trugen. Dies verstößt gegen EU-Recht, denn Champagner ist eine geschützte Ursprungsbezeichnung.

## Getränkemarken
Der für manche Biermarken verwendete Hefestock ist noch immer derselbe, den der Gründer Frederick Miller im 19. Jahrhundert verwendete.
Miller
- Miller Lite
- Miller Genuine Draft: Miller Genuine Draft wird im Gegensatz zu herkömmlichen Biersorten direkt nach dem Brauvorgang auf ca. 1,5 °C abgekühlt und viermal gefiltert.
- Miller 64
- Miller High Life
- Miller High Life Light
- Miller Chill
- Miller Midnight
- Sharp’s
- Frederick Miller Classic Chocolate Lager
- Mickey’s
- Olde English 800
- Milwaukee’s Best
- Milwaukee’s Best Light
- Milwaukee’s Best Ice

Hamm
Miller hält die Rechte an den Marken der Theodore Hamm Brewing Company:
- Hamm’s Beer
- Hamm’s Golden Draft
- Hamm’s Special Light

Plank Road Brewery
Diese Markenfamilie wurde nach dem ursprünglichen Namen der Brauerei benannt.
- Icehouse
- Icehouse EDGE
- Red Dog